# 堀忠雄 (心理学者)
堀忠雄（ほり ただお、1944年10月26日ー2021年6月29日）は、日本の心理学者。

## 人物・来歴
北海道生まれ、東京都出身。1968年早稲田大学文学部心理学専修卒。1985年「覚醒、睡眠移行期における脳波の空間、時間変動」で金沢大学・医学博士。1972年福井大学保健管理センター講師、1975年同教育学部助教授、1982年広島大学総合科学部助教授、90年教授。2008年定年退任、名誉教授となる。2011年まで睡眠研究所所長。

## 著書
- 『快適睡眠のすすめ』岩波新書  2000.7
- 『眠りと夢のメカニズム なぜ夢を見るのか?睡眠中に脳が育つのか?』サイエンス・アイ新書 ソフトバンククリエイティブ, 2008.11
- 『生理心理学 人間の行動を生理指標で測る』(心理学の世界 基礎編 培風館, 2008.5
- 『安眠健康術 すぐ実行できるこんな方法 決定版』海竜社, 2011.1

### 共編著
- 『睡眠 その生理心理学』 (現代の心理学 新美良純共著. 培風館, 1974
- 『不眠』 (メンタルヘルス・シリーズ) 編. 同朋舎出版, 1988.9
- 『脳と心のトピックス100』斉藤勇共編. 誠信書房, 1989.11
- 『脳生理心理学重要研究集』1-2 斉藤勇共編. 誠信書房, 1992-95
- 『眠りたいけど眠れない』 (シリーズこころの健康を考える) 編. 昭和堂, 2001.12
- 『睡眠心理学』編著. 北大路書房, 2008.2
- 『基礎講座睡眠改善学』白川修一郎共監修, 堀忠雄 ほか著, 日本睡眠改善協議会 編. ゆまに書房, 2008.2
- 『睡眠文化を学ぶ人のために』高田公理,重田眞義共編. 世界思想社, 2008.4
- 『越境のアドベンチャー』広島大学大学院総合科学研究科編, 小松和彦, フンク・カロリン,坂井幸共著. 丸善,(叢書インテグラーレ  2008.6
- 『応用講座睡眠改善学』白川修一郎,福田一彦共監修, 堀忠雄 ほか 著, 日本睡眠改善協議会編. ゆまに書房, 2013.4
- 『睡眠のトリビア 2』宮崎総一郎,北浜邦夫共編著. 中外医学社, 2016.2
- 『生理心理学と精神生理学』全3巻 尾﨑久記共監修 北大路書房, 2017-18